# Juraj Jenčík
Juraj Jenčík (* 29. ledna 1943) je bývalý slovenský fotbalista, útočník.

## Fotbalová kariéra
V československé lize hrál za Jednotu Trenčín, Tatran Prešov a TJ Gottwaldov. Nastoupil v 87 ligových utkáních a dal 9 ligových gólů. Za juniorskou reprezentaci nastoupil v 1 utkání. V Poháru vítězů pohárů nastoupil ve 4 utkáních a dal 1 gól.

## Ligová bilance
| Ročník                                     | Zápasy | Góly | Klub            |
| ------------------------------------------ | ------ | ---- | --------------- |
| 1. československá fotbalová liga 1966/1967 | 13     | 4    | Jednota Trenčín |
| 1. československá fotbalová liga 1967/1968 | 16     | 1    | Jednota Trenčín |
| 1. československá fotbalová liga 1969/1970 | 29     | 2    | Tatran Prešov   |
| 1. československá fotbalová liga 1970/1971 | 29     | 2    | TJ Gottwaldov   |
| CELKEM                                     | 87     | 9    |                 |